# Felix the Cat (datorspel)
Felix the Cat är ett plattformsspel från 1992, utvecklat av Hudson Soft, och utgivet till NES och Game Boy. Spelet är baserat på seriefiguren med samma namn.

## Handling
Felix flickvän Kitty har blivit tillfångatagen av en galen vetenskapsman, och Felix måste rädda henne.

### Fotnoter
1. ↑  ”Felix the Cat”. NES DB. 28 februari 1992. Arkiverad från originalet den 2 maj 2014. https://web.archive.org/web/20140502001406/http://www.nesdb.se/game_more.php?id=506&rid=1. Läst 1 maj 2014.